# 1982

## الأحداث
- حصار بيروت في الفترة ما بين 14 يونيو و21 أغسطس.
- وقوع حرب الفوكلاند بداية من 2 أبريل 1982 إلى 14 يونيو 1982.
- وقوع حرب حدود إثيوبيا-الصومال 1982 بداية من 1 يونيو 1982 إلى 1 أغسطس 1982.
- بداية حرب لبنان 1982 في 6 يونيو 1982 والتي انتهت في 17 مايو 1985.

## أحداث

### فبراير
- 2 فبراير - مجزرة حماة في سوريا

### مارس
- 26 مارس وفاة الزعيم الوطني السوري سلطان باشا الأطرش

### أبريل
- 22 أبريل - اللاعب البرازيلي ريكاردو كاكا

### يونيو
- 3 يونيو محاولة لاغتيال السفير الإسرائيلي في لندن شلومو أرجوف
- 4-5 غارات إسرائيلية عنيفة على لبنان
- 6 يونيو القوات الإسرائيلية تبدأ باجتياح لبنان بريا.
- 9 يونيو معركة جوية ضخمة فوق سماء البقاع اللبناني بين مقاتلات سورية ومقاتلات إسرائيلية.
- 13 يونيو وفاة الملك خالد بن عبد العزيز آل سعود ملك المملكة العربية السعودية عن 71 عاما.
- 13 يونيو - تولى خادم الحرمين الشريفين الملك فهد بن عبد العزيز آل سعود مقاليد الحكم في المملكة العربية السعودية.

### يوليو
- 8 يوليو الرئيس العراقي صدام حسين يتعرض لمحاولة اغتيال فاشلة في مدينة الدجيل

### أغسطس
- إسرائيل تقصف بيروت المحاصرة بعنف أوائل شهر آب
- 23 أغسطس انتخاب بشير الجميل رئيسا للبنان
- 24 أغسطس الرئيس اليمني السابق علي عبدالله صالح يؤسس حزب المؤتمر الشعبي العام
- 25 أغسطس المقاتلون الفلسطينيون يبدؤون بمغادرة بيروت
- الزعيم الفلسطيني ياسر عرفات يغادر بيروت

### سبتمبر
- 2 سبتمبر آخر مقاتل فلسطيني يغادر بيروت
- 14 سبتمبر اغتيال بشير الجميل
- 15 سبتمبر القوات الإسرائيلية تدخل بيروت
- 16 سبتمبر مذبحة صبرا وشاتيلا
- 23 سبتمبر انتخاب أمين الجميل رئيسا للبنان

### أكتوبر
- 6 أكتوبر مذبحة صبرا وشاتيلا في لبنان.

### نوفمبر
- 11 نوفمبر نسف مقر الحاكم العسكري الإسرائيلي في صور في جنوب لبنان بعملية استشهادية
- 6 نوفمبر نهاية فترة حكم الرئيس الكاميروني أحمدو أهيجو.

### ديسمبر
- زلزال عنيف يضرب اليمن الشمالي
- وفاة الزعيم السوفييتي ليونيد بريجنيف

## مواليد

### فبراير
- 15 فبراير - نسرين طافش، ممثلة سورية من أصل فلسطيني.

### أبريل
- 11 أبريل - أحمد أديب، نائب رئيس المالديف الخامس.
- 27 أبريل - خوسيه لويس كاراسكو، درّاج طريق إسباني.

### يونيو
- 21 يونيو -
  - ويليام دوق كامبريدج، الثاني على ترتيب العرش البريطاني.
  - ريما الشيخ، ممثلة سورية.

### أغسطس
- 21 أغسطس - آشلي تشين، ممثل وكاتب سيناريو إنجليزي.

### أكتوبر
- 9 أكتوبر - فايز السبيعي، حارس مرمى سعودي.
- 29 أكتوبر - أحمد الشرع، رئيس الجمهورية العربية السورية.

### نوفمبر
- 12 نوفمبر - آن هاثاواي، ممثلة أمريكية.

### ديسمبر
- 26 ديسمبر - روبين دي جروت، متسابقة دراجة من جنوب إفريقيا.

## وفيات
- أحمد البشر الرومي
- أحمد حسن البكر
- أحمد حسين
- أحمد سوسة
- أحمد مظهر العظمة
- إبراهيم سعفان
- إنغريد بيرغمان
- الصاوي شعلان
- باراك أوباما الأب
- بشير الجميل
- بيتر دي أنجليس
- بيرتوس دي هاردر
- بيير منديس فرانس
- جمال الحسيني
- جورج بيريك
- جوفان ميلادينوفيتش
- جون بيلوشي
- جون تشارنلي
- حامد الآمدي
- حميدة العنيزي
- خالد الإسلامبولي
- خليل حاوي
- دورا دونكل
- رأفت الهجان
- رومان ياكوبسون
- رياض غالي
- زكي طليمات
- زوزو ماضي
- ستانفورد مور
- سلطان الأطرش
- صلاح نصر
- عبد الوارث عسر
- عجاج نويهض
- عطا طايل
- عين راند
- غريس كيلي
- فاسيلي تشيكوف
- فرانز بلاتكو
- فضل الضاني
- فيليب ك. ديك
- فيليب نويل بيكر
- قاسم الريماوي
- كارل أورف
- كمال أبو دلو
- ليونيد بريجنيف
- محمد الجموسي
- محمد الصديق بن يحي
- محمد حسين الطباطبائي
- محمد زويد
- محمد محمد حسين
- محمود عبد الرزاق النقي
- هنري فوندا
- هوانغ زيان فان
- هوغو تيورل
- ويليام جيوك
- يوسف إبراهيم يزبك
- يوسف وهبي

### أبريل
- 4 أبريل - جاستن كوك، مؤدي أصوات أمريكي.

### يونيو
- 13 يونيو - خالد بن عبدالعزيز آل سعود ملك المملكة العربية السعودية الرابع.

### أغسطس
- 16 أغسطس - تود هيبركورن، ممثل أمريكي.

### سبتمبر
- 9 سبتمبر - ريوكو شيرايشي، مؤدية أصوات يابانية.
- 10 سبتمبر - محمد البهي، وزير الأوقاف المصري الأسبق.

### أكتوبر
- 20 أكتوبر - ليز نوردين، سياسية سويدية.

### نوفمبر
- 3 نوفمبر - ماسارو يوكوياما، ملحن ياباني.

### ديسمبر
- 24 ديسمبر - تتسيا كاكيهارا، مؤدي أصوات ياباني.

## جوائز عالمية

### جائزة نوبل
- في الفيزياء – الأمريكي كينيث ويلسون.
- في الكيمياء – البريطاني آرون كلوغ.
- في الطب – السويديان سوني برغستروم وبنغت صمويلسون والبريطاني جون روبرت فين.
- في الأدب – الكولومبي غابرييل غارسيا ماركيز.
- في السلام – السويدية أولفا ميرال والمكسيكي ألفونسو جارسيا روبلز.
- في الإقتصاد – الأمريكي جورج ستيجلر.

### جائزة الملك فيصل العالمية
- في خدمة الإسلام – السعودي عبد العزيز بن باز.
- في الدراسات الإسلامية – الهندي محمد نجاة الله صديقي.
- في اللغة العربية والأدب – الأردني ناصر الدين الأسد.
- في الطب – البريطاني ديفيد مورلي.